# Liste der Kfz-Kennzeichen der DDR (1953–1990)

Kennzeichen aus dem Bezirk Karl-Marx-Stadt („T“), teilweise mit bundesdeutscher Prüfplakette

Die unten aufgeführte Liste der Kfz-Kennzeichen der DDR enthält alle in der DDR jemals gültig gewesenen Unterscheidungszeichen, die in der Zeit von 1953 bis Ende 1990 ausgegeben wurden. Diese DDR-Kennzeichen sind nicht mehr gültig.

## Geschichte
Die neuen Kennzeichen in der Art XX 99-99 (ohne die Kombinationen mit 00-00) mit schwarzer Schrift auf weißem Grund wurden ab dem 20. April 1953 ausgegeben. Die Umkennzeichnung der Fahrzeuge sollte bis zum 31. Juli 1953 abgeschlossen sein. Ab dem 1. September 1953 waren die alten Kennzeichen nicht mehr gültig.
Für Berlin (Ost) wurde am 19. November 1953 eine eigene Verordnung erlassen. Die Umkennzeichnung musste bis zum 31. Januar 1954 abgeschlossen sein.
Der zweite Buchstabe (hinter dem Bezirksbuchstaben) hatte zunächst eine besondere Bedeutung. Hier werden die Bedeutungen 1954 und 1956 sowie die abweichenden Bedeutungen in Berlin (Ost) aus dem Jahr 1954 angegeben.
| Zweit- buchstabe | DDR 1954              | DDR 1956            | Berlin (Ost) 1954 |
| ---------------- | --------------------- | ------------------- | ----------------- |
| ..A              | –                     | Pkw                 | Pkw               |
| ..B              | Volkseigener Pkw      | Pkw                 | Pkw               |
| ..C              | –                     | Omnibus             | Omnibus           |
| ..D              | –                     | Motorrad            | Motorrad          |
| ..E              | –                     | Sonderfahrzeug      | –                 |
| ..F              | –                     | Lkw                 | Lkw               |
| ..G              | Privater Lkw          | Lkw                 | –                 |
| ..H              | –                     | Lkw                 | Lkw               |
| ..K              | –                     | Anhänger            | Anhänger          |
| ..L              | –                     | Zugmaschine         | Zugmaschine       |
| ..M              | Volkseigenes Motorrad | Pkw                 | –                 |
| ..P              | Volkseigener Lkw      | Pkw                 | –                 |
| ..V              | Privates Motorrad     | Motorrad            | –                 |
| ..W              | Privater Pkw          | Wirtschaftsfahrzeug | –                 |

Schon bald musste in manchen Bezirken ein zweiter Bezirksbuchstabe eingeführt werden. Im Bezirk Karl-Marx-Stadt war dies bereits im Jahr 1956 der Fall. Im Bezirk Dresden war man 1957 so weit. Magdeburg, Halle und Leipzig folgten im Jahr 1959. Der Bezirk Erfurt erhielt im März 1960 als vorerst letzter einen zweiten Bezirksbuchstaben, bis schließlich Potsdam am 28. Januar 1971 noch nachzog.
Ab etwa 1960 wurde die bisherige Kennzeichnung aufgegeben. Stattdessen konnte man jetzt anhand des zweiten Buchstabens den jeweiligen Zulassungsbezirk identifizieren. Man musste jedoch zu diesem Zweck unbedingt die Fahrzeugart kennen, da die Kennzeichen oft doppelt vergeben wurden.
Als auch dieses Kennzeichnungssystem an seine Grenzen stieß, wurden ab dem 1. Oktober 1974 für Fahrzeuge mit Ausnahme der Motorräder auch Kennzeichen mit drei Buchstaben und drei Ziffern in der Art XXX 9-99 (ohne die Kombinationen mit 0-00) ebenfalls mit schwarzer Schrift auf weißem Grund eingeführt. Der zweite Buchstabe gab den Zulassungsbezirk an. Die Kennzeichenmaße wurden vergrößert. Die Zulassung von Fahrzeugen mit Kennzeichen in alten Abmessungen wurde noch bis zum 31. Dezember 1975 erlaubt.
Die DDR-Kennzeichen wurden nach dem 3. Oktober noch bis zum 31. Dezember 1990 ausgegeben. Sie mussten bis zum 31. Dezember 1993 gegen die neuen (bundesdeutschen) Kennzeichen ausgetauscht werden. Dieser Umtausch verlief sukzessiv. Wann die jeweiligen Kennzeichen umzutauschen waren, wurde amtlich bekannt gegeben.

## Unterscheidungszeichen
In der DDR gab es zwei verschiedene Arten von Unterscheidungszeichen:
In der ersten Serie mit einem Buchstabenpaar verwies der erste Buchstabe auf den zuständigen Bezirk. Die Verteilung des zweiten Buchstabens und der Erkennungsnummern innerhalb des jeweiligen Bezirks ist nicht einfach ersichtlich. Man braucht dazu Kennzeichenlisten und muss zudem über die Art des Fahrzeugs (Motorrad, Pkw, Lkw usw., auch Anhänger) Bescheid wissen, zumal eine Doppelvergabe derselben Buchstaben-Zahlen-Kombination üblich war.
In der zweiten Serie mit einem Buchstabentripel (drei aufeinanderfolgende Buchstaben) verwies der erste Buchstabe wiederum auf den zuständigen Bezirk. Eine Unterverteilung auf die Kreise und Stadtkreise ist anhand des zweiten Buchstabens möglich. Falls eine Stadt zugleich ein Stadtkreis als auch die Kreisstadt des sie umgebenden gleichnamigen Kreises ist, wurden beiden Verwaltungseinheiten dieselben Buchstabenpaare zugewiesen. Eine mögliche Aufteilung auf den Kreis und den Stadtkreis ist nicht bekannt.

### Erster Buchstabe: Bezirk
Der erste Buchstabe des Kennzeichens gab den Bezirk an, in dem das Fahrzeug zugelassen war. Die Buchstaben wurden dabei in Nord-Süd-Richtung von A bis Z vergeben. Einige Bezirke hatten dabei zwei verschiedene mögliche Buchstaben als Kennzeichnung.
Für den Bezirk Cottbus war offensichtlich ursprünglich ein anderer Buchstabe vorgesehen (F oder G).
| Buchstabe(n) | Bezirk                     |
| ------------ | -------------------------- |
| A            | Bezirk Rostock             |
| B            | Bezirk Schwerin            |
| C            | Bezirk Neubrandenburg      |
| D, P         | Bezirk Potsdam             |
| E            | Bezirk Frankfurt (Oder)    |
| H, M         | Bezirk Magdeburg           |
| I            | Berlin, Hauptstadt der DDR |
| K, V         | Bezirk Halle               |
| L, F         | Bezirk Erfurt              |
| N            | Bezirk Gera                |
| O            | Bezirk Suhl                |
| R, Y         | Bezirk Dresden             |
| S, U         | Bezirk Leipzig             |
| T, X         | Bezirk Karl-Marx-Stadt     |
| Z            | Bezirk Cottbus             |

### Erste Kennzeichenserie: zwei Buchstaben
Während der erste Buchstabe dem jeweiligen Bezirk zuzuordnen war, konnte man anhand des zweiten Buchstabens und der Zahlenkombination den jeweiligen Zulassungsbezirk identifizieren. Man musste jedoch zu diesem Zweck unbedingt die Fahrzeugart kennen, da die Kennzeichen oft doppelt vergeben wurden.
So wurden beispielsweise die folgende Nummerngruppen der Kennzeichen mit zwei Buchstaben im Kreis Weißwasser vergeben:
| Motorräder            | Pkw                   | Busse                 | Lkw                   | Zug- maschinen        | Spezial-Kfz           | Einachs- anhänger     | Mehrachs- anhänger    |
| --------------------- | --------------------- | --------------------- | --------------------- | --------------------- | --------------------- | --------------------- | --------------------- |
|                       | ZA 25-51 bis ZA 30-00 |                       |                       |                       |                       | ZA 25-51 bis ZA 30-00 |                       |
|                       | ZA 56-01 bis ZA 61-00 |                       |                       |                       |                       | ZA 56-01 bis ZA 61-00 |                       |
|                       |                       | ZC 10-01 bis ZC 20-00 | ZC 10-01 bis ZC 20-00 | ZC 10-01 bis ZC 20-00 | ZC 10-01 bis ZC 20-00 | ZC 10-01 bis ZC 20-00 | ZC 10-01 bis ZC 20-00 |
| ZC 30-01 bis ZC 45-00 |                       |                       | ZC 30-01 bis ZC 45-00 | ZC 30-01 bis ZC 45-00 | ZC 30-01 bis ZC 45-00 | ZC 30-01 bis ZC 45-00 | ZC 30-01 bis ZC 45-00 |
| ZF 35-01 bis ZF 50-00 |                       |                       | ZF 35-01 bis ZF 50-00 | ZF 35-01 bis ZF 50-00 | ZF 35-01 bis ZF 50-00 | ZF 35-01 bis ZF 50-00 | ZF 35-01 bis ZF 50-00 |
|                       | ZJ 50-01 bis ZJ 70-00 |                       |                       |                       |                       | ZJ 50-01 bis ZJ 70-00 |                       |
| ZK 73-81 bis ZK 86-00 |                       |                       | ZK 73-81 bis ZK 86-00 | ZK 73-81 bis ZK 86-00 | ZK 73-81 bis ZK 86-00 | ZK 73-81 bis ZK 86-00 | ZK 73-81 bis ZK 86-00 |
|                       | ZK 75-01 bis ZK 85-00 |                       |                       |                       |                       |                       |                       |
|                       | ZL 40-01 bis ZL 60-00 |                       |                       |                       |                       | ZL 40-01 bis ZL 60-00 |                       |
| ZO 10-16 bis ZO 17-50 |                       |                       | ZO 10-16 bis ZO 17-50 | ZO 10-16 bis ZO 17-50 | ZO 10-16 bis ZO 17-50 | ZO 10-16 bis ZO 17-50 | ZO 10-16 bis ZO 17-50 |
| ZO 80-01 bis ZO 85-00 |                       |                       | ZO 80-01 bis ZO 85-00 | ZO 80-01 bis ZO 85-00 | ZO 80-01 bis ZO 85-00 | ZO 80-01 bis ZO 85-00 | ZO 80-01 bis ZO 85-00 |
|                       |                       | ZR 10-46 bis ZR 17-30 | ZR 10-46 bis ZR 17-30 | ZR 10-46 bis ZR 17-30 | ZR 10-46 bis ZR 17-30 | ZR 10-46 bis ZR 17-30 | ZR 10-46 bis ZR 17-30 |
|                       |                       | ZS 45-16 bis ZS 50-00 | ZS 45-16 bis ZS 50-00 | ZS 45-16 bis ZS 50-00 | ZS 45-16 bis ZS 50-00 | ZS 45-16 bis ZS 50-00 | ZS 45-16 bis ZS 50-00 |
| ZU 20-01 bis ZU 30-00 |                       |                       | ZU 20-01 bis ZU 30-00 | ZU 20-01 bis ZU 30-00 | ZU 20-01 bis ZU 30-00 | ZU 20-01 bis ZU 30-00 | ZU 20-01 bis ZU 30-00 |
|                       | ZV 60-01 bis ZV 80-00 |                       |                       |                       |                       | ZV 60-01 bis ZV 80-00 |                       |
| ZX 50-01 bis ZX 99-99 |                       |                       |                       |                       |                       |                       |                       |

### Erste Kennzeichenserie: Motorräder
Für die Zulassung der Motorräder gab es eine Besonderheit. Während für die anderen Kraftfahrzeuge und für die Anhänger in der Regel ab 1974, spätestens wohl ab 1976 Kennzeichen mit drei Buchstaben zugewiesen wurden, wurden für die Motorräder bis 1990 nur Kennzeichen mit zwei Buchstaben ausgegeben.
Hier folgen nun bezirksweise die letzten Motorradserien der einzelnen Zulassungsstellen, die bis Ende 1990 ausgegeben wurden, soweit sie zu ermitteln sind. Dies war bei den unten aufgeführten Bezirken der Fall.

#### Bezirk Gera
| Kreis oder Stadtkreis    | Buchstaben und Zahlen                           |
| ------------------------ | ----------------------------------------------- |
| Kreis Eisenberg          | NX 00-01 bis NX 30-00 und NZ 01-01 bis NZ 05-00 |
| Gera und Kreis Gera-Land | NZ 05-01 bis NZ 30-00                           |
| Kreis Greiz              | NX 30-01 bis NX 60-00 und NZ 30-01 bis NZ 40-00 |
| Jena und Kreis Jena-Land | NX 60-00 bis NX 99-99 und NZ 40-01 bis NZ 55-00 |
| Kreis Lobenstein         | NY 00-01 bis NY 20-00 und NZ 55-01 bis NZ 60-00 |
| Kreis Pößneck            | NY 20-01 bis NY 50-00 und NZ 60-01 bis NZ 68-00 |
| Kreis Rudolstadt         | NY 50-01 bis NY 80-00 und NZ 75-01 bis NZ 85-00 |
| Kreis Saalfeld           | NY 80-01 bis NY 99-99 und NZ 68-01 bis NZ 75-00 |
| Kreis Schleiz            | NZ 85-01 bis NZ 90-00                           |
| Kreis Stadtroda          | NZ 90-01 bis NZ 95-00                           |
| Kreis Zeulenroda         | NZ 95-01 bis NZ 99-99                           |

#### Bezirk Halle
| Kreis oder Stadtkreis | Buchstabenpaare                                  |
| --------------------- | ------------------------------------------------ |
| Kreis Artern          | VE 35-01 bis VE 99-99                            |
| Kreis Aschersleben    | VF 00-01 bis VF 99-99                            |
| Kreis Bernburg        | VG 00-01 bis VG 50-00                            |
| Kreis Bitterfeld      | VG 50-01 bis VG 99-99                            |
| Dessau                | VJ 00-01 bis VJ 99-99 und VH 00-01 bis VH 30-001 |
| Kreis Eisleben        | VL 00-01 bis VL 50-00 und VH 30-01 bis VH 60-001 |
| Kreis Gräfenhainichen | VL 50-01 bis VL 99-99                            |
| Halle (Saale)         | VM 00-01 bis VM 99-99 und VH 60-01 bis VH 99-991 |
| Kreis Hettstedt       | VO 00-01 bis VO 50-00                            |
| Kreis Hohenmölsen     | VO 50-01 bis VO 99-99                            |
| Kreis Köthen          | VR 00-01 bis VR 50-00 und VK 00-01 bis VK 30-001 |
| Kreis Merseburg       | VS 00-01 bis VS 99-99 und VK 30-01 bis VK 70-001 |
| Kreis Naumburg        | VR 50-01 bis VR 99-99                            |
| Kreis Nebra           | VT 00-01 bis VT 50-00                            |
| Kreis Quedlinburg     | VU 00-01 bis VU 99-99 und VK 70-01 bis VK 99-991 |
| Kreis Querfurt        | VT 50-01 bis VT 99-99 und VN 00-01 bis VN 15-00  |
| Kreis Roßlau          | VV 00-01 bis VV 99-99                            |
| Kreis Sangerhausen    | VW 00-01 bis VW 99-99 und VN 80-01 bis VN 99-991 |
| Kreis Weißenfels      | VX 00-01 bis VX 99-99                            |
| Kreis Wittenberg      | VY 00-01 bis VY 99-99 und VN 15-01 bis VN 45-001 |
| Kreis Zeitz           | VZ 00-00 bis VZ 99-99 und VN 45-01 bis VN 80-001 |

Fußnote
1 Die Reihen mit den Buchstabenpaaren VH, VK und VN wurden den Zulassungsbezirken zugewiesen, die mit den bisher zugeteilten Serien nicht auskamen.

#### Bezirk Cottbus
Die Serie mit ZW 00-01 bis ZW 50-00 wurde nicht ausgegeben.
| Kreis oder Stadtkreis          | Buchstaben und Zahlen                            |
| ------------------------------ | ------------------------------------------------ |
| Kreis Bad Liebenwerda          | ZX 00-01 bis ZX 50-00                            |
| Kreis Calau                    | ZR 00-01 bis ZR 99-99                            |
| Cottbus und Kreis Cottbus-Land | ZV 00-01 bis ZV 99-99                            |
| Kreis Finsterwalde             | ZT 50-01 bis ZT 99-99                            |
| Kreis Forst                    | ZW 50-01 bis ZW 99-99 und ZU 45-01 bis ZU 60-001 |
| Kreis Guben                    | ZP 63-81 bis ZP 73-802                           |
| Kreis Herzberg                 | ZT 00-01 bis ZT 50-00 und ZU 60-01 bis ZU 60-991 |
| Kreis Hoyerswerda              | ZZ 00-01 bis ZZ 99-99 und ZU 30-01 bis ZU 45-001 |
| Kreis Jessen                   | ZP 98-01 bis ZP 99-992                           |
| Kreis Luckau                   | ZN 60-01 bis ZN 80-002                           |
| Kreis Lübben                   | ZS 00-01 bis ZS 50-00 und ZU 00-01 bis ZU 10-001 |
| Kreis Senftenberg              | ZY 00-01 bis ZY 99-99                            |
| Kreis Spremberg                | ZS 50-01 bis ZS 99-99 und ZU 10-01 bis ZU 20-001 |
| Kreis Weißwasser               | ZX 50-01 bis ZX 99-99 und ZU 20-01 bis ZU 30-001 |

Fußnoten
1 Die Reihe mit dem Buchstabenpaar ZU wurde den Zulassungsbezirken zugewiesen, die mit den bisher zugeteilten Serien nicht auskamen.

2 Dies waren die letzten regulären Motorradserien dieser Zulassungsbezirke. Weitere Zuordnungen aus dem hinteren Bereich des Alphabets wurden offensichtlich nicht benötigt.

### Erste Kennzeichenserie: höchste Erkennungsnummern
| Bezirk                  | Motorräder | Andere Kfz. und Anhänger |
| ----------------------- | ---------- | ------------------------ |
| Bezirk Rostock          | AZ 99-99   | AZ 99-99                 |
| Bezirk Schwerin         | BY 99-99   | BZ 75-00                 |
| Bezirk Neubrandenburg   | CZ 99-99   | CZ 99-99                 |
| Bezirk Potsdam          | DY 99-99   | PZ 99-99                 |
| Bezirk Frankfurt (Oder) | EU 99-99   | EZ 99-99                 |
| Bezirk Magdeburg        | HY 99-99   | MZ 99-99                 |
| Bezirk Halle            | VZ 99-99   | VZ 99-99                 |
| Bezirk Erfurt           | FB 09-50   | FZ 99-99                 |
| Bezirk Gera             | NZ 99-99   | NZ 99-99                 |
| Bezirk Suhl             | OZ 99-99   | OZ 60-00                 |
| Bezirk Dresden          | YX 99-99   | YZ 99-99                 |
| Bezirk Leipzig          | UG 99-99   | UZ 99-99                 |
| Bezirk Karl-Marx-Stadt  | XZ 99-99   | XZ 99-99                 |
| Bezirk Cottbus          | ZZ 99-99   | ZZ 99-99                 |

### Erste Kennzeichenserie: nicht zugeteilte Buchstabenpaare
Nicht zugeteilt wurden
- alle Kombinationen mit Q (Diplomatenkennzeichen)
- CC, CD, CY (Diplomatenkennzeichen)
- HJ, KZ, SA, SS (Abkürzungen aus der Zeit des Nationalsozialismus)

### Erste Kennzeichenserie: Besonderheit
Die Buchstaben-Kombination UC war Fahrzeugen vorbehalten, die über Genex verkauft wurden.

### Zweite Kennzeichenserie: drei Buchstaben
Diese Kennzeichen konnten für alle Fahrzeuge und Anhänger mit Ausnahme der Motorräder genutzt werden. Angegeben sind jeweils die ersten beiden Buchstaben, die als Unterscheidungszeichen fungieren.

#### Bezirk Rostock
| Kreis oder Stadtkreis                | Buchstabenpaar(e)      |
| ------------------------------------ | ---------------------- |
| Kreis Bad Doberan                    | AA, AS                 |
| Greifswald und Kreis Greifswald-Land | AB, AC                 |
| Kreis Grevesmühlen                   | AD                     |
| Kreis Grimmen                        | AE                     |
| Kreis Ribnitz-Damgarten              | AF, AG                 |
| Rostock und Kreis Rostock-Land       | AH, AI, AJ, AK, AL, AM |
| Kreis Rügen                          | AN, AO                 |
| Stralsund und Kreis Stralsund-Land   | AP, AR                 |
| Wismar und Kreis Wismar-Land         | AS, AT                 |
| Kreis Wolgast                        | AU, AV                 |

#### Bezirk Schwerin
| Kreis oder Stadtkreis            | Buchstabenpaar(e) |
| -------------------------------- | ----------------- |
| Kreis Bützow                     | BA                |
| Kreis Gadebusch                  | BB                |
| Kreis Güstrow                    | BC, BD            |
| Kreis Hagenow                    | BE, BF            |
| Kreis Ludwigslust                | BG, BH            |
| Kreis Lübz                       | BI, BJ            |
| Kreis Parchim                    | BK, BL            |
| Kreis Perleberg                  | BM, BN, BO        |
| Schwerin und Kreis Schwerin-Land | BP, BR, BS, BT    |
| Kreis Sternberg                  | BU                |

#### Bezirk Neubrandenburg
| Kreis oder Stadtkreis                        | Buchstabenpaar(e) |
| -------------------------------------------- | ----------------- |
| Kreis Altentreptow                           | CA                |
| Kreis Anklam                                 | CB                |
| Kreis Demmin                                 | CC, CD            |
| Kreis Malchin                                | CE                |
| Neubrandenburg und Kreis Neubrandenburg-Land | CF, CG, CH        |
| Kreis Neustrelitz                            | CI, CJ            |
| Kreis Pasewalk                               | CK                |
| Kreis Prenzlau                               | CL                |
| Kreis Röbel/Müritz                           | CM                |
| Kreis Strasburg                              | CN                |
| Kreis Templin                                | CO                |
| Kreis Teterow                                | CP                |
| Kreis Ueckermünde                            | CR, CS            |
| Kreis Waren                                  | CT, CV            |

#### Bezirk Potsdam
Der Bezirk Potsdam benötigte seinen zweiten Erkennungsbuchstaben P für diese Kennzeichen mit einer Ausnahme nicht: Alle Fahrzeuge, deren Kennzeichen mit einem P begannen, stammten aus dem Kreis Oranienburg und hatten als Zweitbuchstaben das N oder das O.
| Kreis oder Stadtkreis                  | Buchstabenpaar(e) |
| -------------------------------------- | ----------------- |
| Kreis Belzig                           | DA                |
| Brandenburg und Kreis Brandenburg-Land | DB, DC            |
| Brandenburg                            | DE                |
| Kreis Jüterbog                         | DF                |
| Kreis Königs Wusterhausen              | DG, DH            |
| Kreis Kyritz                           | DI                |
| Kreis Luckenwalde                      | DJ                |
| Kreis Nauen                            | DK, DL            |
| Kreis Neuruppin                        | DM                |
| Kreis Oranienburg                      | DN, DO, PN, PO    |
| Potsdam und Kreis Potsdam-Land         | DP, DR, DS, DT    |
| Kreis Pritzwalk                        | DU                |
| Kreis Rathenow                         | DV, DW            |
| Kreis Wittstock                        | DX                |
| Kreis Zossen                           | DY, DZ            |

#### Bezirk Frankfurt
| Kreis oder Stadtkreis                            | Buchstabenpaar(e) |
| ------------------------------------------------ | ----------------- |
| Kreis Angermünde                                 | EA                |
| Kreis Bad Freienwalde                            | EB                |
| Kreis Beeskow                                    | EC                |
| Kreis Bernau                                     | ED, EE            |
| Kreis Eberswalde                                 | EF, EG, EL        |
| Eisenhüttenstadt und Kreis Eisenhüttenstadt-Land | EH, EI            |
| Frankfurt (Oder)                                 | EJ, EK, EL        |
| Kreis Fürstenwalde                               | EM, EN, EO, ET    |
| Kreis Seelow                                     | EP                |
| Kreis Strausberg                                 | ER, ES, ET        |
| Schwedt/Oder                                     | EU                |

#### Bezirk Magdeburg
| Kreis oder Stadtkreis | Buchstabenpaar(e) |
| --------------------- | ----------------- |
| Kreis Burg            | HA, MA            |
| Kreis Gardelegen      | HB, MB            |
| Kreis Genthin         | HC, MC            |
| Kreis Halberstadt     | HD, HE, MD        |
| Kreis Haldensleben    | HF, MF            |
| Kreis Havelberg       | HG, MG            |
| Kreis Kalbe (Milde)   | HH                |
| Kreis Klötze          | HI, MI            |
| Magdeburg             | HJ, HK, HS, MK    |
| Kreis Oschersleben    | HL, ML            |
| Kreis Osterburg       | HM, MM            |
| Kreis Salzwedel       | HN, HH1           |
| Kreis Schönebeck      | HO, HP, MO        |
| Kreis Staßfurt        | HR, MR            |
| Kreis Stendal         | HT, HU, MU, HV2   |
| Kreis Tangerhütte     | HV                |
| Kreis Wanzleben       | HW, MW            |
| Kreis Wernigerode     | HX, MX            |
| Kreis Wolmirstedt     | HY, MY            |
| Kreis Zerbst          | HZ, MZ            |

Fußnoten
1 Zunächst erhielt der Landkreis Salzwedel die Buchstabenkombination HN, ab 1988 auch HH vom aufgelösten Kreis Kalbe (Milde).

2 Zunächst erhielt der Landkreis Stendal die Buchstabenkombinationen HT und MU, ab 1988 auch HV vom aufgelösten Kreis Tangerhütte.

#### Berlin (Ost)
| Stadt        | Buchstabenpaare                |
| ------------ | ------------------------------ |
| Berlin (Ost) | IA, IB, IC, … IY, IZ (ohne IQ) |

#### Bezirk Halle
| Kreis oder Stadtkreis | Buchstabenpaare          |
| --------------------- | ------------------------ |
| Kreis Artern          | KA, VA                   |
| Kreis Aschersleben    | KB, VB                   |
| Kreis Bernburg        | KC, VC                   |
| Kreis Bitterfeld      | KD, KE, VD, VE           |
| Dessau                | KF, VF                   |
| Kreis Eisleben        | KG, VG                   |
| Kreis Gräfenhainichen | KH, VH                   |
| Halle (Saale)         | KI, KJ, KK1, VI, VJ, VK1 |
| Kreis Hettstedt       | KL, VL                   |
| Kreis Hohenmölsen     | KM, VM                   |
| Kreis Köthen          | KN, VN                   |
| Kreis Merseburg       | KO, KP, VO, VP           |
| Kreis Naumburg        | KR, VR                   |
| Kreis Nebra           | KS, VS                   |
| Kreis Quedlinburg     | KT, VT                   |
| Kreis Querfurt        | KU, VU                   |
| Kreis Roßlau          | KV, VV                   |
| Kreis Sangerhausen    | KW, VW                   |
| Kreis Weißenfels      | KX, VX                   |
| Kreis Wittenberg      | KY, VY                   |
| Kreis Zeitz           | KZ, VZ                   |

Fußnote
1 Zunächst erhielt die Stadt Halle (Saale) die Buchstabenkombinationen KI, KJ, VI und VJ, im Jahr 1990 auch KK und VK von der eingemeindeten Stadt Halle-Neustadt.

#### Bezirk Erfurt
Der Bezirk Erfurt benötigte seinen zweiten Erkennungsbuchstaben F für diese Kennzeichen nicht.
| Kreis oder Stadtkreis        | Buchstabenpaar(e)  |
| ---------------------------- | ------------------ |
| Kreis Apolda                 | LA                 |
| Kreis Arnstadt               | LB, LC             |
| Kreis Eisenach               | LD, LE, LF         |
| Erfurt und Kreis Erfurt-Land | LG, LH, LI, LJ, LK |
| Kreis Gotha                  | LL, LM, LN         |
| Kreis Heiligenstadt          | LO                 |
| Kreis Langensalza            | LP                 |
| Kreis Mühlhausen             | LR, LS             |
| Kreis Nordhausen             | LT, LU             |
| Kreis Sömmerda               | LV                 |
| Kreis Sondershausen          | LW                 |
| Weimar und Kreis Weimar-Land | LX, LY             |
| Kreis Worbis                 | LZ                 |

#### Bezirk Gera
| Kreis oder Stadtkreis    | Buchstabenpaar(e)       |
| ------------------------ | ----------------------- |
| Kreis Eisenberg          | NA                      |
| Gera und Kreis Gera-Land | NB, NC, ND, NE, NV1, NW |
| Kreis Greiz              | NF                      |
| Jena und Kreis Jena-Land | NG, NH, NI              |
| Kreis Lobenstein         | NJ                      |
| Kreis Pößneck            | NL                      |
| Kreis Rudolstadt         | NM                      |
| Kreis Saalfeld           | NN, NO                  |
| Kreis Schleiz            | NP, NR                  |
| Kreis Stadtroda          | NS                      |
| Kreis Zeulenroda         | NT, NU                  |

Fußnote
1 Die Buchstabenkombination NVA wurde nicht vergeben.

#### Bezirk Suhl
| Kreis oder Stadtkreis    | Buchstabenpaare |
| ------------------------ | --------------- |
| Kreis Bad Salzungen      | OA, OB, OC      |
| Kreis Hildburghausen     | OD, OE, OF      |
| Kreis Ilmenau            | OG, OH, OI      |
| Kreis Meiningen          | OJ, OK, OL      |
| Kreis Neuhaus            | OM, ON          |
| Kreis Schmalkalden       | OO, OP, OR      |
| Kreis Sonneberg          | OS, OT, OU      |
| Suhl und Kreis Suhl-Land | OV, OW, OX, OZ  |

#### Bezirk Dresden
| Kreis oder Stadtkreis          | Buchstabenpaar(e)                                  |
| ------------------------------ | -------------------------------------------------- |
| Kreis Bautzen                  | RA, RB, YA                                         |
| Kreis Bischofswerda            | RC, YC                                             |
| Kreis Dippoldiswalde           | RD                                                 |
| Dresden und Kreis Dresden-Land | RE, RF, RG, RH, YB, YE, YF, YG, YH, YI, YK, YR, YZ |
| Kreis Freital                  | RI, RJ                                             |
| Görlitz und Kreis Görlitz-Land | RK, RL                                             |
| Kreis Großenhain               | RM                                                 |
| Kreis Kamenz                   | RN                                                 |
| Kreis Löbau                    | RO, YO                                             |
| Kreis Meißen                   | RP, RR, YP                                         |
| Kreis Niesky                   | RS                                                 |
| Kreis Pirna                    | RT, RU                                             |
| Kreis Riesa                    | RV, RW, YV                                         |
| Kreis Sebnitz                  | RX                                                 |
| Kreis Zittau                   | RY, RZ, YT                                         |

#### Bezirk Leipzig
| Kreis oder Stadtkreis          | Buchstabenpaar(e)                          |
| ------------------------------ | ------------------------------------------ |
| Kreis Altenburg                | SA, SB                                     |
| Kreis Borna                    | SC, SD                                     |
| Kreis Delitzsch                | SE                                         |
| Kreis Döbeln                   | SF, SG                                     |
| Kreis Eilenburg                | SH                                         |
| Kreis Geithain                 | SI                                         |
| Kreis Grimma                   | SJ                                         |
| Leipzig und Kreis Leipzig-Land | SK, SL, SM, SN, SO, SP, SR, SS, ST, SU, SV |
| Kreis Oschatz                  | SW                                         |
| Kreis Schmölln                 | SX                                         |
| Kreis Torgau                   | SY                                         |
| Kreis Wurzen                   | SZ                                         |

Es wurden keine Kennzeichen mit dreibuchstabigen Kombinationen, die mit U begannen, zugeteilt.

#### Bezirk Karl-Marx-Stadt
Ab dem 1. Juni 1990 hieß der Bezirk wieder Bezirk Chemnitz.
| Kreis oder Stadtkreis                          | Buchstabenpaar(e)              |
| ---------------------------------------------- | ------------------------------ |
| Kreis Annaberg                                 | TA, XA                         |
| Kreis Aue                                      | TB, XB                         |
| Kreis Auerbach                                 | TC                             |
| Kreis Brand-Erbisdorf                          | TD, XD                         |
| Chemnitz und Chemnitz-Land                     | TJ, TK, TL, TM, XJ, XK, XL, XM |
| Kreis Flöha                                    | TE, XE                         |
| Kreis Freiberg                                 | TF, XF                         |
| Kreis Glauchau                                 | TG, XG                         |
| Kreis Hainichen                                | TH                             |
| Kreis Hohenstein-Ernstthal                     | TI, XI                         |
| Karl-Marx-Stadt und Kreis Karl-Marx-Stadt-Land | TJ, TK, TL, TM, XJ, XK, XL, XM |
| Kreis Klingenthal                              | TN, XN                         |
| Kreis Marienberg                               | TO, XO                         |
| Kreis Oelsnitz                                 | TP, XP                         |
| Plauen und Kreis Plauen-Land                   | TR, XR                         |
| Kreis Reichenbach                              | TS, XS                         |
| Kreis Rochlitz                                 | TT                             |
| Kreis Schwarzenberg                            | TU                             |
| Kreis Stollberg                                | TV, XV                         |
| Kreis Werdau                                   | TW, XW                         |
| Kreis Zschopau                                 | TX                             |
| Zwickau und Kreis Zwickau-Land                 | TY, TZ, XY                     |

#### Bezirk Cottbus
| Kreis oder Stadtkreis          | Buchstabenpaar(e) |
| ------------------------------ | ----------------- |
| Kreis Bad Liebenwerda          | ZA                |
| Kreis Calau                    | ZB                |
| Cottbus und Kreis Cottbus-Land | ZC, ZD, ZE        |
| Kreis Finsterwalde             | ZF                |
| Kreis Forst                    | ZG                |
| Kreis Guben                    | ZH                |
| Kreis Herzberg                 | ZI                |
| Kreis Hoyerswerda              | ZJ, ZK, ZT        |
| Kreis Jessen                   | ZL                |
| Kreis Luckau                   | ZM                |
| Kreis Lübben                   | ZN                |
| Kreis Senftenberg              | ZO, ZP            |
| Kreis Spremberg                | ZR                |
| Kreis Weißwasser               | ZS                |

### Zweite Kennzeichenserie: Fahrzeuge ausländischer Staatsbürger
Etwa ab 1975 erhielten die Fahrzeuge ausländischer Staatsbürger, die sich zeitweilig in der DDR aufhielten, Kennzeichen mit drei Buchstaben und drei Ziffern. Dies galt auch für Motorräder.

#### Bezirk Rostock
| Kreis oder Stadtkreis                | Buchstabentripel |
| ------------------------------------ | ---------------- |
| Kreis Bad Doberan                    | AAZ              |
| Greifswald und Kreis Greifswald-Land | ABZ              |
| Kreis Grevesmühlen                   | ADZ              |
| Kreis Grimmen                        | AEZ              |
| Kreis Ribnitz-Damgarten              | AFZ, AGZ         |
| Rostock und Kreis Rostock-Land       | AHZ, AKZ, AMZ    |
| Kreis Rügen                          | ANZ              |
| Stralsund und Kreis Stralsund-Land   | APZ              |
| Wismar und Kreis Wismar-Land         | ASZ              |
| Kreis Wolgast                        | AUZ              |

#### Bezirk Schwerin
| Kreis oder Stadtkreis            | Buchstabentripel |
| -------------------------------- | ---------------- |
| Kreis Bützow                     | BAZ              |
| Kreis Gadebusch                  | BBZ              |
| Kreis Güstrow                    | BCZ              |
| Kreis Hagenow                    | BEZ              |
| Kreis Ludwigslust                | BGZ              |
| Kreis Lübz                       | BIZ              |
| Kreis Parchim                    | BKZ              |
| Kreis Perleberg                  | BMZ              |
| Schwerin und Kreis Schwerin-Land | BPZ              |
| Kreis Sternberg                  | BUZ              |

#### Bezirk Neubrandenburg
| Kreis oder Stadtkreis                        | Buchstabentripel |
| -------------------------------------------- | ---------------- |
| Kreis Altentreptow                           | CAZ              |
| Kreis Anklam                                 | CBZ              |
| Kreis Demmin                                 | CCZ              |
| Kreis Malchin                                | CEZ              |
| Neubrandenburg und Kreis Neubrandenburg-Land | CFZ              |
| Kreis Neustrelitz                            | CIZ              |
| Kreis Pasewalk                               | CKZ              |
| Kreis Prenzlau                               | CLZ              |
| Kreis Röbel/Müritz                           | CMZ              |
| Kreis Strasburg                              | CNZ              |
| Kreis Templin                                | COZ              |
| Kreis Teterow                                | CPZ              |
| Kreis Ueckermünde                            | CSZ              |
| Kreis Waren                                  | CTZ              |

#### Bezirk Potsdam
| Kreis oder Stadtkreis                  | Buchstabentripel |
| -------------------------------------- | ---------------- |
| Kreis Belzig                           | DAZ              |
| Brandenburg und Kreis Brandenburg-Land | DBZ              |
| Kreis Gransee                          | DEZ              |
| Kreis Jüterbog                         | DFZ              |
| Kreis Königs Wusterhausen              | DGZ              |
| Kreis Kyritz                           | DIZ              |
| Kreis Luckenwalde                      | DJZ              |
| Kreis Nauen                            | DKZ              |
| Kreis Neuruppin                        | DMZ              |
| Kreis Oranienburg                      | DNZ              |
| Potsdam und Kreis Potsdam-Land         | DPZ              |
| Kreis Pritzwalk                        | DUZ              |
| Kreis Rathenow                         | DVZ              |
| Kreis Wittstock                        | DXZ              |
| Kreis Zossen                           | DYZ              |

#### Bezirk Frankfurt
| Kreis oder Stadtkreis                            | Buchstabentripel |
| ------------------------------------------------ | ---------------- |
| Kreis Angermünde                                 | EAZ              |
| Kreis Bad Freienwalde                            | EBZ              |
| Kreis Beeskow                                    | ECZ              |
| Kreis Bernau                                     | EDZ, EEZ         |
| Kreis Eberswalde                                 | EFZ, EGZ         |
| Eisenhüttenstadt und Kreis Eisenhüttenstadt-Land | EHZ              |
| Frankfurt (Oder)                                 | EJZ              |
| Kreis Fürstenwalde                               | EMZ              |
| Kreis Seelow                                     | EPZ              |
| Kreis Strausberg                                 | ETZ              |
| Schwedt/Oder                                     | EUA, EUZ         |

#### Bezirk Magdeburg
| Kreis oder Stadtkreis | Buchstabentripel |
| --------------------- | ---------------- |
| Kreis Burg            | HAZ              |
| Kreis Gardelegen      | HBZ              |
| Kreis Genthin         | HCZ              |
| Kreis Halberstadt     | HDZ              |
| Kreis Haldensleben    | HFZ              |
| Kreis Havelberg       | HGZ              |
| Kreis Kalbe (Milde)   | HHZ              |
| Kreis Klötze          | HIZ              |
| Magdeburg             | HJZ, HKZ         |
| Kreis Oschersleben    | HLZ              |
| Kreis Osterburg       | HMZ              |
| Kreis Salzwedel       | HNZ              |
| Kreis Schönebeck      | HOZ              |
| Kreis Staßfurt        | HRZ              |
| Kreis Stendal         | HTZ              |
| Kreis Tangerhütte     | HVZ              |
| Kreis Wanzleben       | HWZ              |
| Kreis Wernigerode     | HXZ              |
| Kreis Wolmirstedt     | HYZ              |
| Kreis Zerbst          | HZZ              |

#### Berlin (Ost)
| Stadt        | Buchstabentripel |
| ------------ | ---------------- |
| Berlin (Ost) | IZZ              |

#### Bezirk Halle
| Kreis oder Stadtkreis | Buchstabentripel |
| --------------------- | ---------------- |
| Kreis Artern          | KAZ              |
| Kreis Aschersleben    | KBZ              |
| Kreis Bernburg        | KCZ              |
| Kreis Bitterfeld      | KDZ              |
| Dessau                | KFZ              |
| Kreis Eisleben        | KGZ              |
| Kreis Gräfenhainichen | KHZ              |
| Halle (Saale)         | KIZ              |
| Kreis Hettstedt       | KLZ              |
| Kreis Hohenmölsen     | KMZ              |
| Kreis Köthen          | KNZ              |
| Kreis Merseburg       | KOZ              |
| Kreis Naumburg        | KRZ              |
| Kreis Nebra           | KSZ              |
| Kreis Quedlinburg     | KTZ              |
| Kreis Querfurt        | KUZ              |
| Kreis Roßlau          | KVZ              |
| Kreis Sangerhausen    | KWZ              |
| Kreis Weißenfels      | KXZ              |
| Kreis Wittenberg      | KYZ              |
| Kreis Zeitz           | KZZ              |

#### Bezirk Erfurt
| Kreis oder Stadtkreis        | Buchstabentripel |
| ---------------------------- | ---------------- |
| Kreis Apolda                 | LAZ              |
| Kreis Arnstadt               | LBZ              |
| Kreis Eisenach               | LDZ              |
| Erfurt und Kreis Erfurt-Land | LGZ              |
| Kreis Gotha                  | LLZ              |
| Kreis Heiligenstadt          | LOZ              |
| Kreis Langensalza            | LPZ              |
| Kreis Mühlhausen             | LRZ              |
| Kreis Nordhausen             | LTZ              |
| Kreis Sömmerda               | LVZ              |
| Kreis Sondershausen          | LWZ              |
| Weimar und Kreis Weimar-Land | LXZ              |
| Kreis Worbis                 | LZZ              |

#### Bezirk Gera
| Kreis oder Stadtkreis    | Buchstabentripel |
| ------------------------ | ---------------- |
| Kreis Eisenberg          | NAZ              |
| Gera und Kreis Gera-Land | NEZ              |
| Kreis Greiz              | NFZ              |
| Jena und Kreis Jena-Land | NIZ              |
| Kreis Lobenstein         | NJZ              |
| Kreis Pößneck            | NLZ              |
| Kreis Rudolstadt         | NMZ              |
| Kreis Saalfeld           | NOZ              |
| Kreis Schleiz            | NRZ              |
| Kreis Stadtroda          | NSZ              |
| Kreis Zeulenroda         | NUZ              |

#### Bezirk Suhl
| Kreis oder Stadtkreis    | Buchstabentripel |
| ------------------------ | ---------------- |
| Kreis Bad Salzungen      | OAZ              |
| Kreis Hildburghausen     | OEZ, ODH         |
| Kreis Ilmenau            | OGZ              |
| Kreis Meiningen          | OKZ              |
| Kreis Neuhaus            | OMZ              |
| Kreis Schmalkalden       | OOZ              |
| Kreis Sonneberg          | OSZ              |
| Suhl und Kreis Suhl-Land | OVZ              |

#### Bezirk Dresden
| Kreis oder Stadtkreis          | Buchstabentripel   |
| ------------------------------ | ------------------ |
| Kreis Bautzen                  | RAZ, RBC           |
| Kreis Bischofswerda            | RCZ                |
| Kreis Dippoldiswalde           | RDZ                |
| Dresden und Kreis Dresden-Land | REZ, RFZ, RGZ, RHZ |
| Kreis Freital                  | RIZ                |
| Görlitz und Kreis Görlitz-Land | RKZ                |
| Kreis Großenhain               | RMZ                |
| Kreis Kamenz                   | RNZ                |
| Kreis Löbau                    | ROZ                |
| Kreis Meißen                   | RPZ                |
| Kreis Niesky                   | RSZ                |
| Kreis Pirna                    | RTZ                |
| Kreis Riesa                    | RVZ                |
| Kreis Sebnitz                  | RXZ                |
| Kreis Zittau                   | RYZ, RZZ           |

#### Bezirk Leipzig
| Kreis oder Stadtkreis          | Buchstabentripel |
| ------------------------------ | ---------------- |
| Kreis Altenburg                | SAZ              |
| Kreis Borna                    | SCZ              |
| Kreis Delitzsch                | SEZ, SDZ         |
| Kreis Döbeln                   | SFZ              |
| Kreis Eilenburg                | SHZ              |
| Kreis Geithain                 | SIZ              |
| Kreis Grimma                   | SJZ              |
| Leipzig und Kreis Leipzig-Land | SKZ              |
| Kreis Oschatz                  | SWZ              |
| Kreis Schmölln                 | SXZ              |
| Kreis Torgau                   | SYZ              |
| Kreis Wurzen                   | SZZ              |

#### Bezirk Karl-Marx-Stadt
Ab dem 1. Januar 1990 hieß der Bezirk wieder Bezirk Chemnitz.
| Kreis oder Stadtkreis                          | Buchstabentripel |
| ---------------------------------------------- | ---------------- |
| Kreis Annaberg                                 | TAZ              |
| Kreis Aue                                      | TBZ              |
| Kreis Auerbach                                 | TCZ              |
| Kreis Brand-Erbisdorf                          | TDZ              |
| Chemnitz und Chemnitz-Land                     | TJZ              |
| Kreis Flöha                                    | TEZ              |
| Kreis Freiberg                                 | TFZ              |
| Kreis Glauchau                                 | TGZ              |
| Kreis Hainichen                                | THZ              |
| Kreis Hohenstein-Ernstthal                     | TIZ              |
| Karl-Marx-Stadt und Kreis Karl-Marx-Stadt-Land | TJZ              |
| Kreis Klingenthal                              | TNZ              |
| Kreis Marienberg                               | TOZ              |
| Kreis Oelsnitz                                 | TPZ              |
| Plauen und Kreis Plauen-Land                   | TRZ              |
| Kreis Reichenbach                              | TSZ              |
| Kreis Rochlitz                                 | TTZ              |
| Kreis Schwarzenberg                            | TUZ              |
| Kreis Stollberg                                | TVZ              |
| Kreis Werdau                                   | TWZ              |
| Kreis Zschopau                                 | TXZ              |
| Zwickau und Kreis Zwickau-Land                 | TZZ              |

#### Bezirk Cottbus
| Kreis oder Stadtkreis          | Buchstabentripel |
| ------------------------------ | ---------------- |
| Kreis Bad Liebenwerda          | ZAZ              |
| Kreis Calau                    | ZBZ              |
| Cottbus und Kreis Cottbus-Land | ZCZ              |
| Kreis Finsterwalde             | ZFZ              |
| Kreis Forst                    | ZGZ              |
| Kreis Guben                    | ZHZ              |
| Kreis Herzberg                 | ZIZ              |
| Kreis Hoyerswerda              | ZJZ              |
| Kreis Jessen                   | ZLZ              |
| Kreis Luckau                   | ZMZ              |
| Kreis Lübben                   | ZNZ              |
| Kreis Senftenberg              | ZOZ              |
| Kreis Spremberg                | ZRZ              |
| Kreis Weißwasser               | ZSZ              |

## Volkspolizei

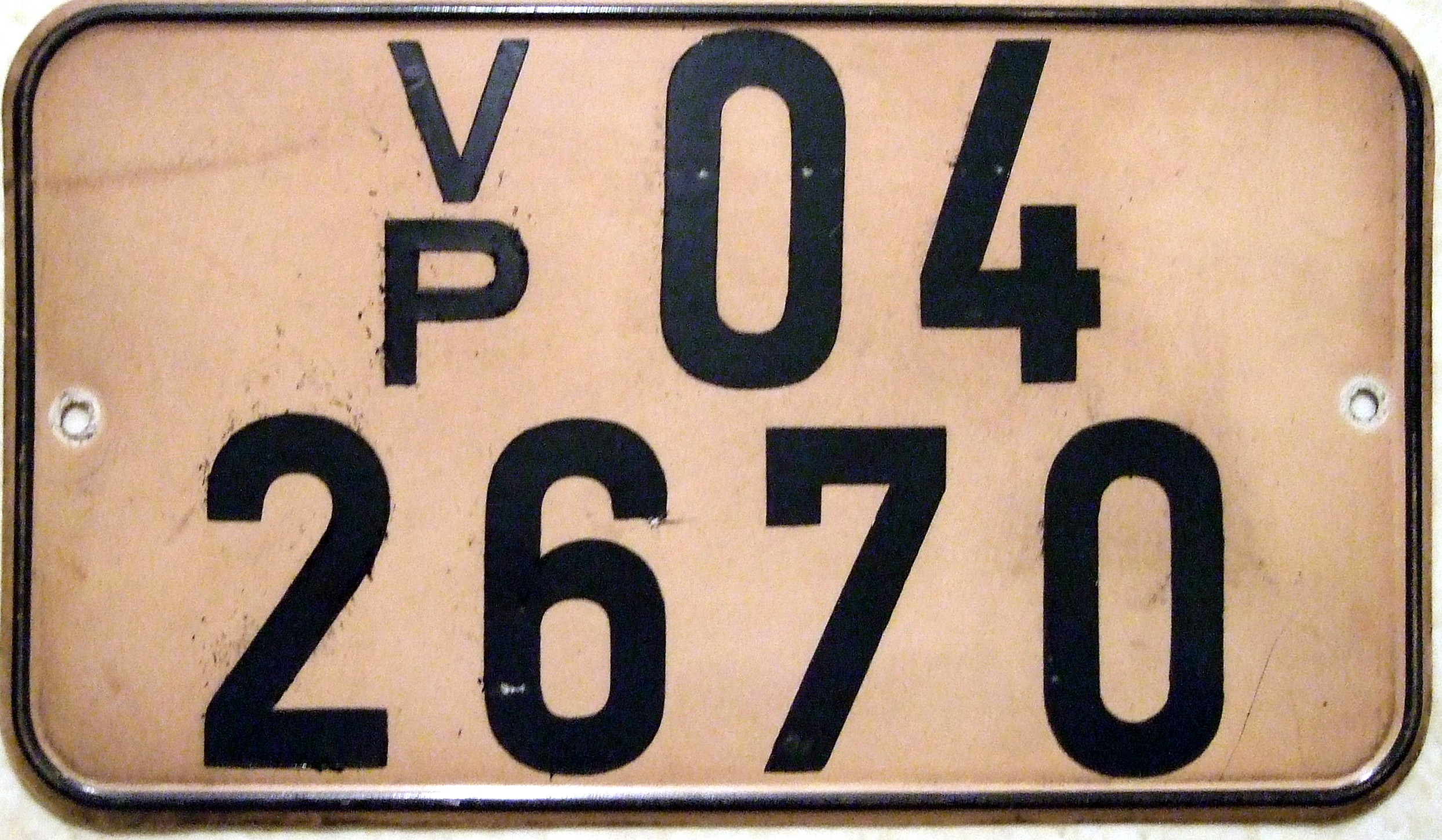
Kennzeichen der Volkspolizei im Bezirk Potsdam

Die Kennzeichen der Volkspolizei trugen übereinander die Buchstaben V und P, eine zweistellige Schlüsselnummer für den Bezirk und hinter dem Strich eine vierstellige Zahl.
Die Schlüsselnummern waren:
- 00: Berlin (Ost)
- 01: Bezirk Rostock
- 02: Bezirk Schwerin
- 03: Bezirk Neubrandenburg
- 04: Bezirk Potsdam
- 05: Bezirk Frankfurt (Oder)
- 06: Bezirk Cottbus
- 07: Bezirk Magdeburg
- 08: Bezirk Halle (Saale)
- 09: Bezirk Erfurt
- 10: Bezirk Gera
- 11: Bezirk Suhl
- 12: Bezirk Dresden
- 13: Bezirk Leipzig
- 14: Bezirk Karl-Marx-Stadt (Chemnitz)

Nach der Wende gab es auch Kennzeichen, die nur den Buchstaben P trugen.

### Kasernierte Volkspolizei
Kennzeichen der Fahrzeuge der kasernierten Volkspolizei trugen ab dem 27. Juni 1955 nicht mehr die angestammten VP-Kennzeichen, sondern neue nach dem Muster X-9-99-99. Als Buchstaben wurden nachweislich B, D, F, I und R genutzt, vielleicht auch weitere.
Mit der Ziffer hinter dem Buchstaben wurde die Fahrzeugart angegeben:
- 1: Motorräder
- 2: Pkw
- 3: Pkw
- 4: Lkw (auch Zugfahrzeuge und Spezial-Kfz)
- 5: Lkw (auch Zugfahrzeuge und Spezial-Kfz)
- 6: Lkw (auch Zugfahrzeuge und Spezial-Kfz)
- 7: Traktoren, Halbketten- und Kettenkfz
- 8: Omnibusse und Sanitätskfz
- 9: Anhänger (auch Spezialanhänger)

## Nationale Volksarmee

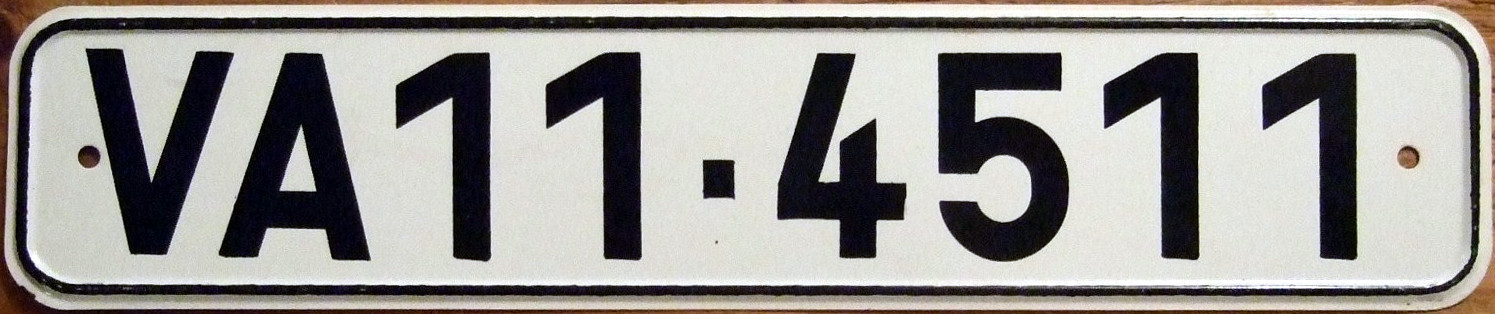
NVA-Kennzeichen, einzeilig

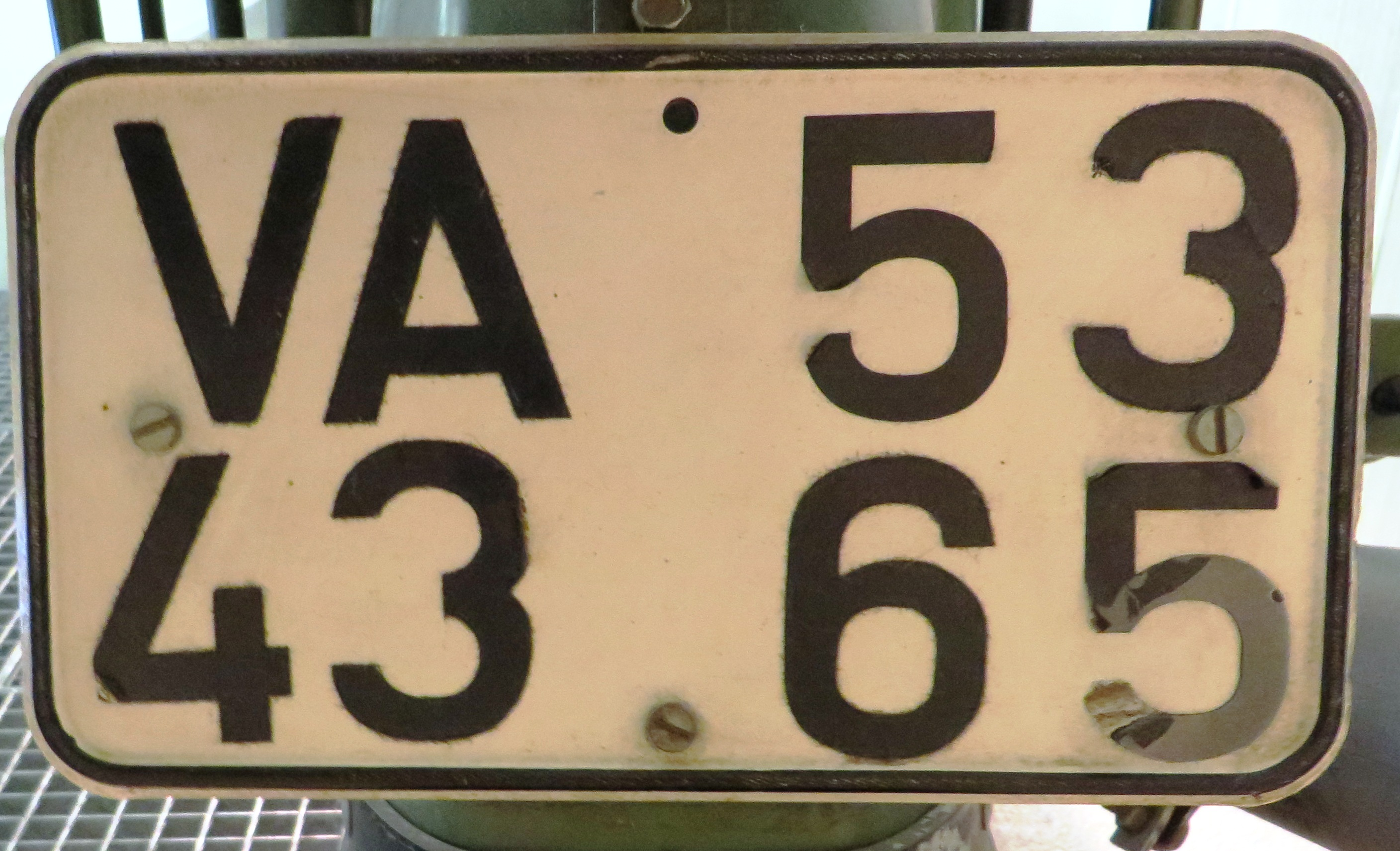
Zweizeiliges Kennzeichen für Motorräder

Die Nationale Volksarmee wurde am 1. März 1956 gegründet. Ihre Fahrzeuge erhielten das Unterscheidungszeichen VA. Die Buchstaben standen zunächst übereinander. Es folgten eine Ziffer, ein Bindestrich und eine vierstellige Zahl.
Mit der Ziffer hinter dem Buchstaben wurde die Fahrzeugart angegeben:
- 1: Motorräder
- 2: Pkw
- 3: Pkw
- 4: Lkw (auch Zugfahrzeuge und Spezial-Kfz)
- 5: Lkw (auch Zugfahrzeuge und Spezial-Kfz)
- 6: Lkw (auch Zugfahrzeuge und Spezial-Kfz)
- 7: Traktoren, Halbketten- und Kettenkfz
- 8: Omnibusse und Sanitätskfz
- 9: Anhänger (auch Spezialanhänger)

Ab etwa 1960 folgten dem Unterscheidungszeichen zwei Ziffern, ein Bindestrich und eine vierstellige Zahl. Bei einzeiligen Kennzeichen standen die Buchstaben VA über-, bei zweizeiligen nebeneinander.
Am 1. Januar 1976 wurden die Kennzeichen geändert. Die Buchstaben VA standen jetzt immer nebeneinander. Es gab eine Einteilung. Die zweite Ziffer war jetzt für die Klassifizierung maßgebend.
- 91, 92: Anhänger und Spezialanhänger
- 93: Motorräder
- 94, 95: Pkw
- 90, 96, 97, 98, 99: Lkw, Klein-Lkw, Spezial-Lkw

Die 9 steht für jede beliebige Ziffer mit Ausnahme der 0.

## Grenztruppen und Grenzschutz
Nach der Gründung der Grenztruppen am 15. September 1961 wurden deren Fahrzeuge voraussichtlich ab dem 15. November 1961 mit Kennzeichen versehen, die als Kennung die Buchstaben GT trugen. Es folgten – durch einen Strich getrennt – eine zwei- und eine vierstellige Zahl.
Nach dem 14. März 1990 (Wahlen zur Volkskammer) wurde das Unterscheidungszeichen GS für die in Grenzschutz umbenannten Grenztruppen gewählt. Der Kennzeichenaufbau wurde ansonsten nicht geändert.

## Gesellschaft für Sport und Technik

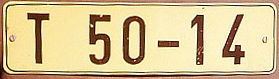
Kennzeichen der GST

Die Gesellschaft für Sport und Technik wurde am 7. August 1952 gegründet. Wunschgemäß wurden im Jahr 1953 eigene Nummernschilder eingeführt. Diese waren gelb mit schwarzer Schrift. Sie enthielten nur den Bezirksbuchstaben und vier Ziffern in der Anordnung X 99-99, wobei anhand der ersten beiden Ziffern eine Zuordnung zum Kreis möglich war (siehe: DDR Territorialer Grundschlüssel).

## Diplomatisches Corps

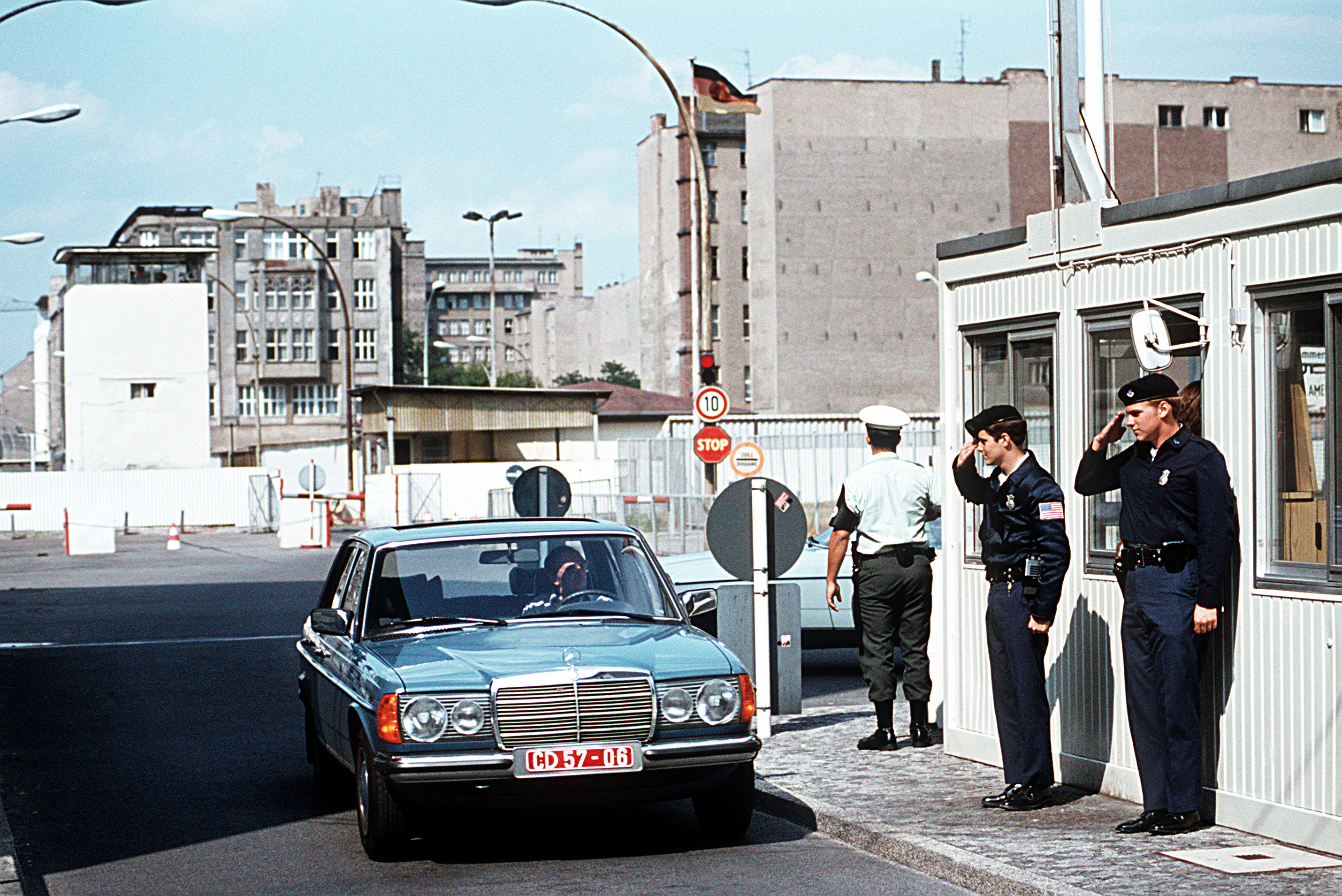
Fahrzeug mit Diplomatenkennzeichen am Checkpoint Charlie 1982, 57 = Bundesrepublik Deutschland

Am 31. Januar 1968 führte man in der DDR erstmals Unterscheidungszeichen für Diplomatenfahrzeuge ein. Diese waren
- CC für das Konsularische Corps
- CD für das Diplomatische Corps und
- CY für Mitglieder der Mission

Am 1. Januar 1974 wurde das System verändert. Jetzt trugen die Nummernschilder Kennzeichnungen des Ausgabejahres in weißer Schrift auf rotem Grund bei den folgenden Unterscheidungszeichen
- CC für das Konsularische Corps
- CD für das Diplomatische Corps und
- CY für die Dienst- und Privatfahrzeuge des administrativen und technischen Personals der diplomatischen und konsularischen Vertretungen

Bei den folgenden Unterscheidungszeichen waren die Kennzeichnungen des Ausgabejahres in weißer Schrift auf blauem Grund.
- QA für dienstliche und persönliche Fahrzeuge der ausländischen Korrespondenten
- QB und QX für dienstliche und persönliche Fahrzeuge der Mitarbeiter von Außenhandelsniederlassungen, Industrievertretungen und kommerzieller Büros
- QC für dienstliche und persönliche Fahrzeuge der Mitarbeiter von Reisebüros, Fluggesellschaften, Kultur- und Informationszentren
- QD für dienstliche und persönliche Fahrzeuge der Mitarbeiter anderer Einrichtungen und Betriebe

Die Kennung QX wurde am 16. September 1975 eingeführt.

| 00 RGW 01 Sowjetunion 02 Tschechoslowakei 03 Ungarn 04 Polen 05 Rumänien 06 Bulgarien 07 Volksrepublik China 08 Albanien 09 Finnland 10 Mongolei 11 Nordkorea 12 Nordvietnam bis 1976 12 Vietnam ab 1976 13 Ägypten 14 Jugoslawien 15 Kuba 16 Südvietnam bis 1976 17 Syrien 18 Nordjemen 19 Mali 20 Guinea 21 Irak 22 Kambodscha 23 Sudan 24 Südjemen 25 Indien 26 Volksrepublik Kongo 27 Somalia** 28 Zentralafrikanische Republik** 29 Chile** 30 Algerien 31 Bangladesch 32 Myanmar* 33 Schweiz 34 Italien 35 Dänemark 36 Tunesien 37 Belgien 38 Schweden 39 Frankreich 40 Pakistan 41 Vereinigtes Königreich 42 Peru 43 Österreich | 44 Spanien 45 Niederlande 46 Norwegen 47 Mexiko 48 Indonesien 49 Libanon 50 Iran 51 Japan 52 Argentinien 53 Zaire 54 Brasilien 55 Uruguay 56 Kolumbien 57 BR Deutschland 58 Ghana 59 Portugal 60 Ecuador 61 Vereinigte Staaten 62 Türkei 63 Griechenland 64 Venezuela 65 Australien* 66 Panama 67 Somalia 68 Libyen 69 Äthiopien 70 PLO 71 Afghanistan 72 Nicaragua 73 Kambodscha*1 73 Kap Verde*1 74 Philippinen 75 Nigeria 76 Costa Rica* 77 Guinea-Bissau 78 Laos 79 Simbabwe 80 Mosambik 81 Angola 82 Bolivien* 83 Marokko 84-90 nicht vergeben 91 Frankreich (Wirtschaftsvereinigung)* 92 Österreich (Wirtschaftsvereinigung)* 93 Zweitakkreditierungen | 94 Zweitakkreditierungen 95 Zweitakkreditierungen 96 Zweitakkreditierungen 97 Mietfahrzeuge des DAV 98 nicht vergeben 99 sonstige Länder ohne akkreditierte Mission in der DDR Zweitakkreditierungen 201 Sri Lanka 202 Uganda 203 Zypern 204 Ruanda 205 Island 206 Nepal 207 Madagaskar 208 Jordanien 209 Liberia 210 Sambia 211 Myanmar 212 Mauretanien 213 Bolivien* 214 Thailand 215 Lesotho 216 Kanada 217 Niger 218 Burundi 219 Sierra Leone 220 Kuwait 221 Neuseeland 222 Marokko* 223 Guyana 224 Jamaika 225 Togo 226 Malaysia 227 Benin 228 Burkina Faso 229 Malta 230 Tansania 231 Grenada* 232 Irland 233 Kap Verde 234 Costa Rica 235 Senegal 236 Australien 237 Singapur |

(* im Juli 1990 unbesetzt, ** reserviert, aber nie vergeben, 1 doppelt vergeben)

## Zoll- und Ausfuhrzollkennzeichen

### Zollkennzeichen
Ausländische Fahrzeuge, die zeitweilig in der DDR genutzt wurden, mussten ab dem 1. Oktober 1966 während dieser Zeit ein eigenes DDR-Kennzeichen haben. Das andere Kennzeichen musste abgeschraubt werden.
Auf den Kennzeichen standen zwei durch einen Strich voneinander getrennte Zahlen, von denen die erste ein- und die zweite vierstellig war. Die erste Zahl verwies auf den zuständigen Zollbezirk. Schilder mit der 9 als erster Zahl wurden erst ab 1967 oder 1968 ausgegeben.
| Zahl | Zollbezirk       | für die Bezirke                        |
| ---- | ---------------- | -------------------------------------- |
| 1    | Berlin (Ost)     | Berlin (Ost)                           |
| 2    | Rostock          | Rostock und Schwerin                   |
| 3    | Magdeburg        | Magdeburg                              |
| 4    | Potsdam          | Potsdam und Neubrandenburg             |
| 5    | Erfurt           | Erfurt, Gera und Suhl                  |
| 6    | Frankfurt (Oder) | Frankfurt (Oder) und Cottbus           |
| 7    | Dresden          | Dresden und Karl-Marx-Stadt (Chemnitz) |
| 8    | Leipzig          | Leipzig und Halle (Saale)              |

Die Zahl 9 war für den Transit zwischen Berlin (West) und der Bundesrepublik Deutschland bestimmt.

### Ausfuhrzollkennzeichen
Ausfuhrzollkennzeichen gab es ab dem 1. Juni 1976.
Das Ausfuhrzollkennzeichen für Fahrzeuge der Diplomatenserien CC, CD und CY waren weiß mit roter Schrift. Auf ihm waren vier Ziffern, gefolgt vom Buchstaben C.
Das Ausfuhrzollkennzeichen für Fahrzeuge der Sonderserien QA, QB, QC, QD und QX waren weiß mit grüner Schrift. Auf ihm waren vier Ziffern, gefolgt vom Buchstaben Q.

## Oldtimer
Oldtimerkennzeichen gab es ab 1968. Sie konnten nur beim Allgemeinen Deutschen Motorsportverband der DDR (ADMV) beantragt werden. Die Grundfarbe der kleinen Schilder war schwarz mit weißem Rand und weißer Schrift. In der Mitte befand sich das Logo des ADMV. Unten stand DDR. Oben stand eine vierstellige Zahl oder – bei mehr als 999 benötigten Schildern eine Zahlen-Buchstaben-Kombination nach dem Typ 9X99. Die erste Ziffer gab die Fahrzeugklasse an:
- 1: Krafträder bis 05 PS, Baujahr bis 1930
- 2: Krafträder bis 12 PS, Baujahr bis 1930
- 3: Krafträder über 12 PS, Baujahr bis 1930
- 4: Kraftwagen bis 20 PS, Baujahr bis 1930
- 5: Kraftwagen über 20 PS, Baujahr bis 1930
- 6: Nutzfahrzeuge
- 7: Krafträder der Baujahre 1931 bis 1960
- 8: Kraftwagen der Baujahre 1931 bis 1960